# Списак српских стрипских публициста
Ово је списак важнијих стрипских публициста из Србије, Републике Српске и Црне Горе: критичара, историчара, теоретичара, новинара, предавача, педагога...
Критеријум списка је објављивање у штампаним издањима званичних регистрованих издавача.
|  |  |  |  |  |  |  |  |  |  |  |  |  |  |  |  |  |  |  |  |  |  |  |  |  |  |  |  |  |  |

## А
- Дејан Анастасијевић

## Б
- Илија Бакић
- Жика Богдановић

## В
- Владимир Весовић
- Милан Вулетић
- Симон Вучковић

## Д
- Јеша Денегри
- Славко Драгинчић
- Горан Дујаковић

## Ђ
- Зоран Ђукановић
- Бојан М. Ђукић

## Ж
- Александар Жикић

## З
- Павле Зелић
- Здравко Зупан

## И
- Предраг Ивановић
- Слободан Ивков
- Срба Игњатовић

## Ј
- Зорица Јевремовић
- Милош Јевтић
- Срећко Јовановић

## К
- Љубомир Кљакић
- Михаило Куртовић

## Л
- Драган Лазаревић
- Борис Лазић
- Ђорђе Лобачев

## М
- Александар Манић
- Вук Марковић
- Жељко Мијатовић
- Златко Миленковић
- Бранислав Милтојевић
- Александар Мићић
- Ранко Мунитић

## Н
- Брана Николић

## О
- Светозар Обрадовић

## П
- Васа Павковић
- Зоран Пеневски
- Зоран Петровић Пироћанац
- Асканио Поповић
- Радован Поповић

## Р
- Петар Радичевић
- Рајко Радовановић
- Момчило Рајин
- Саша Ракезић

## С
- Златибор Станковић
- Зоран Стефановић
- Марко Стојановић
- Саша Стојановић
- Дејан Стојиљковић
- Драган Стошић

## Т
- Владимир Тадић
- Живојин Тамбурић
- Богдан Тирнанић
- Владимир Тодоровић - Невидљиви
- Светозар Томић
- Владимир Тополовачки
- Аница Туцаков

## Ч
- Борисав Челиковић

## Ш
- Слободан Шкеровић (уметник)